# Бир, Джон
Джонатан «Джон» Бир (англ. Jonathan "Jon" Beare; 10 мая 1974, Торонто — 5 октября 2023) — канадский гребец, выступавший за сборную Канады по академической гребле в период 1995—2008 годов. Бронзовый призёр летних Олимпийских игр в Пекине, обладатель двух бронзовых медалей чемпионатов мира, призёр этапов Кубка мира, победитель и призёр многих регат национального и международного значения.

## Биография
Джон Бир родился 10 мая 1974 года в городе Торонто провинции Онтарио.
Заниматься академической греблей начал в 1988 году, состоял в гребной команде во время учёбы в Университете Западного Онтарио, неоднократно принимал участие в различных студенческих регатах. Окончил университет, получив степень бакалавра искусств в области экономики.
Впервые заявил о себе в гребле в 1993 году, выступив от команды Онтарио на Канадских играх в Камлупсе — выиграл здесь золотую медаль в четвёрках и серебряную медаль в восьмёрках. Год спустя вошёл в состав канадской национальной сборной и в зачёте восьмёрок лёгкого веса стал бронзовым призёром на регате Содружества в Лондоне.
В 1995 году выступил на чемпионате мира в Тампере, в лёгких безрульных двойках занял итоговое восьмое место.
В 1996 году побывал на мировом первенстве в Глазго и привёз оттуда награду бронзового достоинства, выигранную в лёгких восьмёрках.
На чемпионате мира 1997 года в Эгбелете вновь стал бронзовым призёром в восьмёрках лёгкого веса.
В 1998 году в лёгких безрульных четвёрках был одиннадцатым на мировом первенстве в Кёльне.
На домашнем чемпионате мира 1999 года в Сент-Катаринсе финишировал в лёгких безрульных четвёрках шестым.
Выиграв бронзовую медаль на этапе Кубка мира 2000 года в Вене, удостоился права защищать честь страны на летних Олимпийских играх в Сиднее — в зачёте лёгких безрульных четвёрок вместе с Ианом Брамбеллом, Гэвином Хассеттом и Крисом Дэвидсоном сумел квалифицироваться лишь в утешительный финал В и расположился в итоговом протоколе соревнований на седьмой строке.
В 2001 году получил серебряную награду на этапе Кубка мира в Нью-Джерси, тогда как на мировом первенстве в Люцерне стал восьмым.
В 2002 году на чемпионате мира в Севилье финишировал четвёртым в безрульных двойках лёгкого веса.
На мировом первенстве 2003 года в Милане в лёгких безрульных четвёрках показал пятый результат, в то время как на этапе Кубка мира в Люцерне взял серебро.
Находясь в числе лидеров гребной команды Канады, благополучно прошёл отбор на Олимпийские игры в Афинах — здесь в лёгких безрульных четвёрках стал пятым.
После афинской Олимпиады Бир взял двухлетний перерыв в спортивной карьере, но затем вернулся в основной состав канадской национальной сборной и продолжил принимать участие в крупнейших международных регатах. Так, в 2007 году в лёгких безрульных четвёрках он был четвёртым на чемпионате мира в Мюнхене и на этапе Кубка мира в Люцерне.
Участвовал в Олимпийских играх 2008 года в Пекине — на сей раз в программе безрульных четвёрок лёгкого веса пришёл к финишу третьим позади экипажей из Дании и Польши — тем самым завоевал бронзовую олимпийскую медаль. Вскоре по окончании этих соревнований принял решение завершить карьеру профессионального спортсмена.